# Augustin Nicolas
Pour les articles homonymes, voir Nicolas.
Augustin Nicolas (1622-1695) est un magistrat et un homme de lettres comtois
Né à Besançon, il fit plusieurs campagnes en Italie puis devint secrétaire du cardinal Trivulce. Ayant passé en Espagne, il y travailla à la délivrance du duc de Lorraine Charles IV et devint le résident de ce prince à Madrid. En 1668, il fut nommé maître des requêtes au Parlement de Dole.
Témoin oculaire de la révolte de Masaniello à Naples, il en a écrit l'Histoire, en italien, qui fut publiée à Amsterdam en 1660. Il a aussi composé sur ce sujet un poème latin en cinq livres, Parthenope furens, publié à Lyon en 1668.
Il écrivait avec une égale facilité en français, en latin, en italien et en espagnol.
Son ouvrage peut-être le plus important est une critique humaniste de la torture judiciaire qui annonce le réformisme des Lumières : Augustin Nicolas, Si la Torture est un moyen sur à vérifier les crimes secrets. Dissertation morale et juridique, par laquelle il est amplement traité des abus qui se commettent par tout en l'Instruction des Procès Criminels, et particulièrement en le recherche du Sortilège. Ouvrage nécessaire à tous Juges, tant souverain que subalternes, et à tous Avocats consultants et patrocinants, A Amsterdam chez Abraham Wolfang, près de la Bourse, 1682, 224 p. plus la Table des Matières (Lafitte Reprint, Marseille, 1982, avec une préface de Michel Collée).

## Source
Marie-Nicolas Bouillet  et Alexis Chassang (dir.), « Augustin Nicolas » dans Dictionnaire universel d’histoire et de géographie, 1878 (lire sur Wikisource)